# Mattia Zanotti
Mattia Zanotti (Brescia, 11 gennaio 2003) è un calciatore italiano, difensore del Lugano.

## Caratteristiche tecniche
È un terzino destro, in grado di giocare anche da esterno di centrocampo o da mezzala; è abile sia nella fase difensiva, soprattutto in fase di copertura, sia in quella offensiva, grazie ai suoi inserimenti. Di baricentro basso, è dotato di ottime doti atletiche e agonismo, nonché di buona tecnica.
Per le sue caratteristiche, è stato paragonato a Javier Zanetti, anche se ha dichiarato di ispirarsi a Matteo Darmian.

## Carriera

### Club

#### Inter
Nato a Brescia e cresciuto a Lonato del Garda, Zanotti ha militato nel club locale della Virtus Feralpi Lonato, per poi unirsi alle giovanili del Brescia nel 2011, e infine entrare a far parte del settore giovanile dell'Inter nel 2017.
Nella stagione 2021-2022, ha firmato il suo primo contratto da professionista con il club nerazzurro, ed è stato aggregato alla prima squadra dall'allenatore Simone Inzaghi, pur continuando a giocare con la Primavera; il 12 dicembre 2021, a 18 anni, ha fatto il proprio debutto fra i professionisti e in Serie A, subentrando ad Ivan Perišić all'83º minuto della gara di campionato contro il Cagliari, vinta per 4-0.

#### Prestito al San Gallo
Poco dopo aver prolungato il proprio contratto con l'Inter, il 3 luglio 2023 Zanotti viene ceduto in prestito annuale al San Gallo, militante nella Swiss Super League. Il 22 luglio successivo, ha esordito con il club nella gara di campionato contro il Basilea, vinta per 2-1. Il 28 ottobre dello stesso anno, ha segnato la sua prima rete da professionista nel successo per 3-1 sul Grasshoppers in campionato. Lungo la stagione, in cui ha disputato la maggior parte degli incontri da titolare, ha contribuito alla qualificazione della squadra elvetica ai preliminari di UEFA Conference League.

#### Lugano
Il 13 luglio 2024, Zanotti viene ceduto al Lugano, sempre nella massima serie svizzera, con cui firma un contratto quadriennale; il trasferimento ha previsto un importo di circa due milioni di euro, più bonus, e una percentuale su una futura rivendita. Esordisce con il club ticinese il 23 luglio seguente, partendo da titolare nell'incontro di andata del secondo turno dei preliminari di UEFA Champions League con il Fenerbahçe, perso 3-4. L'8 agosto, invece, segna la sua prima rete per la squadra, decidendo la gara di andata del terzo turno delle qualificazioni di UEFA Europa League contro il Partizan (0-1). Lungo la sua prima stagione al Lugano, si impone in pianta stabile come titolare. Al termine dell'annata 2024-2025, Zanotti viene incluso nella formazione ideale del campionato stilata dalla SAFP, associazione svizzera dei calciatori.

### Nazionale
Zanotti ha rappresentato l'Italia a diversi livelli giovanili, militando nelle nazionali Under-15, Under-16, Under-17 e Under-19.
Nel maggio del 2023, è stato incluso nella lista dei convocati della nazionale Under-20 per il Mondiale di categoria in Argentina, dove gli Azzurrini si sono classificati secondi, venendo battuti in finale dall'Uruguay.
L'8 settembre 2023, ha debuttato con la nazionale Under-21, partendo da titolare nella gara contro la Lettonia (0-0), valida per le qualificazioni all'Europeo di categoria. Nel giugno 2025 viene convocato per l'Europeo Under-21 organizzato in Slovacchia.

## Statistiche

### Presenze e reti nei club
Statistiche aggiornate al 10 maggio 2025.
| Stagione        | Club            | Campionato      | Campionato | Campionato | Coppe nazionali | Coppe nazionali | Coppe nazionali | Coppe continentali | Coppe continentali | Coppe continentali | Altre coppe | Altre coppe | Altre coppe | Totale | Totale |
| Stagione        | Club            | Comp            | Pres       | Reti       | Comp            | Pres            | Reti            | Comp               | Pres               | Reti               | Comp        | Pres        | Reti        | Pres   | Reti   |
| --------------- | --------------- | --------------- | ---------- | ---------- | --------------- | --------------- | --------------- | ------------------ | ------------------ | ------------------ | ----------- | ----------- | ----------- | ------ | ------ |
| 2021-2022       | Inter           | A               | 1          | 0          | CI              | -               | -               | UCL                | 0                  | 0                  | SI          | -           | -           | 1      | 0      |
| 2022-2023       | Inter           | A               | 2          | 0          | CI              | 0               | 0               | UCL                | 0                  | 0                  | SI          | 0           | 0           | 2      | 0      |
| Totale Inter    | Totale Inter    | Totale Inter    | 3          | 0          |                 | 0               | 0               |                    | 0                  | 0                  |             | 0           | 0           | 3      | 0      |
| 2023-2024       | San Gallo       | SL              | 34         | 3          | CS              | 1               | 0               | -                  | -                  | -                  | -           | -           | -           | 35     | 3      |
| 2024-2025       | Lugano          | SL              | 27         | 0          | CS              | 2               | 1               | UCL+UEL+UECL       | 2+4+6              | 0+1+0              | -           | -           | -           | 41     | 2      |
| Totale carriera | Totale carriera | Totale carriera | 64         | 3          |                 | 3               | 1               |                    | 12                 | 1                  |             | 0           | 0           | 79     | 5      |

### Cronologia presenze e reti in nazionale
| Cronologia completa delle presenze e delle reti in nazionale ― Italia under 21 | Cronologia completa delle presenze e delle reti in nazionale ― Italia under 21 | Cronologia completa delle presenze e delle reti in nazionale ― Italia under 21 | Cronologia completa delle presenze e delle reti in nazionale ― Italia under 21 | Cronologia completa delle presenze e delle reti in nazionale ― Italia under 21 | Cronologia completa delle presenze e delle reti in nazionale ― Italia under 21 | Cronologia completa delle presenze e delle reti in nazionale ― Italia under 21 | Cronologia completa delle presenze e delle reti in nazionale ― Italia under 21 |
| Data                                                                           | Città                                                                          | In casa                                                                        | Risultato                                                                      | Ospiti                                                                         | Competizione                                                                   | Reti                                                                           | Note                                                                           |
| ------------------------------------------------------------------------------ | ------------------------------------------------------------------------------ | ------------------------------------------------------------------------------ | ------------------------------------------------------------------------------ | ------------------------------------------------------------------------------ | ------------------------------------------------------------------------------ | ------------------------------------------------------------------------------ | ------------------------------------------------------------------------------ |
| 8-9-2023                                                                       | Jūrmala                                                                        | Lettonia under 21                                                              | 0 – 0                                                                          | Italia under 21                                                                | Qual. Europeo Under-21 2025                                                    | -                                                                              |                                                                                |
| 12-9-2023                                                                      | İzmit                                                                          | Turchia under 21                                                               | 0 – 2                                                                          | Italia under 21                                                                | Qual. Europeo Under-21 2025                                                    | -                                                                              |                                                                                |
| 17-10-2023                                                                     | Bolzano                                                                        | Italia under 21                                                                | 2 – 0                                                                          | Norvegia under 21                                                              | Qual. Europeo Under-21 2025                                                    | -                                                                              | 87’                                                                            |
| 16-11-2023                                                                     | Serravalle                                                                     | San Marino under 21                                                            | 0 – 7                                                                          | Italia under 21                                                                | Qual. Europeo Under-21 2025                                                    | -                                                                              | 46’                                                                            |
| 21-11-2023                                                                     | Cork                                                                           | Irlanda under 21                                                               | 2 – 2                                                                          | Italia under 21                                                                | Qual. Europeo Under-21 2025                                                    | -                                                                              | 81’                                                                            |
| 22-3-2024                                                                      | Cesena                                                                         | Italia under 21                                                                | 2 – 0                                                                          | Lettonia under 21                                                              | Qual. Europeo Under-21 2025                                                    | -                                                                              | 86’                                                                            |
| 26-3-2024                                                                      | Ferrara                                                                        | Italia under 21                                                                | 1 – 1                                                                          | Turchia under 21                                                               | Qual. Europeo Under-21 2025                                                    | -                                                                              | 88’                                                                            |
| 4-6-2024                                                                       | Vitrolles                                                                      | Italia under 21                                                                | 4 – 3                                                                          | Giappone under 21                                                              | Torneo Maurice Revello 2024 - 1º turno                                         | -                                                                              | 46’                                                                            |
| 6-6-2024                                                                       | Aubagne                                                                        | Ucraina under 21                                                               | 4 – 0                                                                          | Italia under 21                                                                | Torneo Maurice Revello 2024 - 1º turno                                         | -                                                                              |                                                                                |
| 10-6-2024                                                                      | Aubagne                                                                        | Italia under 21                                                                | 2 – 2                                                                          | Panama under 21                                                                | Torneo Maurice Revello 2024 - 1º turno                                         | -                                                                              | 67’                                                                            |
| 12-6-2024                                                                      | Salon-de-Provence                                                              | Italia under 21                                                                | 1 – 0                                                                          | Indonesia under 21                                                             | Torneo Maurice Revello 2024 - 1º turno                                         | -                                                                              | cap.                                                                           |
| 10-9-2024                                                                      | Stavanger                                                                      | Norvegia under 21                                                              | 0 – 3                                                                          | Italia under 21                                                                | Qual. Europeo Under-21 2025                                                    | -                                                                              |                                                                                |
| 15-10-2024                                                                     | Trieste                                                                        | Italia under 21                                                                | 1 – 1                                                                          | Irlanda under 21                                                               | Qual. Europeo Under-21 2025                                                    | -                                                                              | 76’                                                                            |
| 21-3-2025                                                                      | Venezia                                                                        | Italia under 21                                                                | 1 – 2                                                                          | Paesi Bassi under 21                                                           | Amichevole                                                                     | -                                                                              | 62’                                                                            |
| 24-3-2025                                                                      | Cittadella                                                                     | Italia under 21                                                                | 1 – 1                                                                          | Danimarca under 21                                                             | Amichevole                                                                     | -                                                                              |                                                                                |
| 11-6-2025                                                                      | Trnava                                                                         | Italia under 21                                                                | 1 – 0                                                                          | Romania under 21                                                               | Europeo Under-21 2025 - 1º turno                                               | -                                                                              | 86’                                                                            |
| 14-6-2025                                                                      | Trnava                                                                         | Slovacchia under 21                                                            | 0 – 1                                                                          | Italia under 21                                                                | Europeo Under-21 2025 - 1º turno                                               | -                                                                              | 44’                                                                            |
| 22-6-2025                                                                      | Dunajská Streda                                                                | Germania under 21                                                              | 3 – 2 dts                                                                      | Italia under 21                                                                | Europeo Under-21 2025 - Quarti di finale                                       | -                                                                              | 71’ 90’, 90’                                                                   |
| Totale                                                                         |                                                                                | Presenze                                                                       | 18                                                                             |                                                                                | Reti                                                                           | 0                                                                              |                                                                                |

## Palmarès

### Club

#### Competizioni giovanili
- Campionato Primavera: 1

Inter: 2021-2022

#### Competizioni nazionali
- Supercoppa italiana: 1

Inter: 2022
- Coppa Italia: 1

Inter: 2022-2023